# Holbrook, Arizona
Holbrook je grad u američkoj saveznoj državi Arizona. Prema popisu stanovništva iz 2010. u njemu je živjelo 5,053 stanovnika.